# 히브리어 위키백과
히브리어 위키백과(히브리어: ויקיפדיה: האנציקלופדיה החופשית 비키피디아 하엔치클로피디아)는 히브리어로 운영되는 위키백과 언어판이다. 2003년 7월에 시작되어 2016년 5월 26일 기준 문서 수가 189,914개이다. 기호는 he이다.